# Bedford (Virgínia)
Bedford é uma cidade independente localizada no Estado americano da Virgínia. A sua área é de 17,9 km², sua população é de 6 299 habitantes, e sua densidade populacional é de 353 hab/km² (segundo o censo americano de 2000). Também é um lugar para historiadores, pois contém um dos maiores tesouros escondidos do planeta (Cifras de Beale)!